# Jon McBride
Pour les articles homonymes, voir McBride.
Jon McBride est un astronaute et officier de marine américain né le 14 août 1943 à Charleston en Virginie-Occidentale et mort le 7 août 2024.

## Vols réalisés
Le 5 octobre 1984, Jon McBride pilote le vol Challenger STS-41-G.